# Face Value (album)
Face Value is het eerste soloalbum van Phil Collins. Het album verscheen in februari 1981 en haalde in diverse landen de platinastatus; dit mede dankzij de hitsingle In the Air Tonight. Op de tweede single I Missed Again speelden de blazers van Earth Wind & Fire mee.     
Collins schreef de nummers voor het album om zijn eerste echtscheiding te verwerken.     
In 2016 kwam Face Value opnieuw uit met een geactualiseerde hoesfoto en bonustracks. 

## Nummers
1. "In the Air Tonight" - 5:32
2. "This Must Be Love" - 3:55
3. "Behind the Lines" - 3:53
4. "The Roof is Leaking" - 3:16
5. "Droned" - 2:55
6. "Hand in Hand" - 5:12
7. "I Missed Again" - 3:41
8. "You Know What I Mean" - 2:33
9. "Thunder and Lightning" - 4:12
10. "I'm Not Moving" - 2:33
11. "If Leaving Me Is Easy" - 4:54
12. "Tomorrow Never Knows" (nummer van The Beatles) - 4:46